# Adil El Arbi e Bilall Fallah

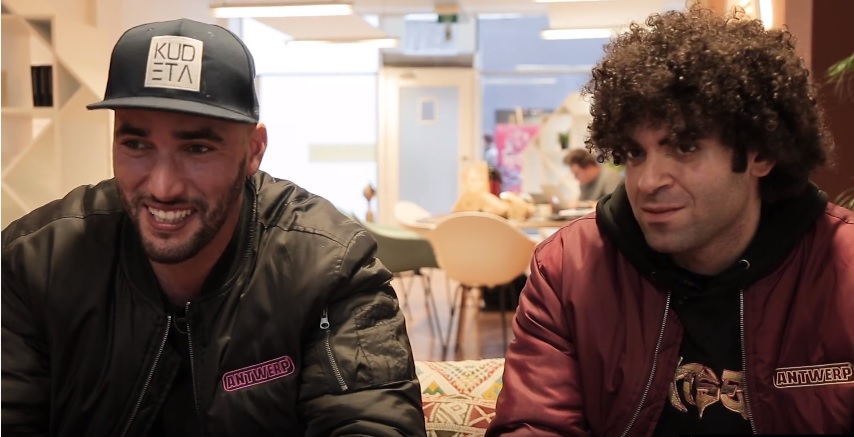
Fallah (a sinistra) ed El Arbi (a destra) nel 2018

Adil El Arbi (Edegem, 30 giugno 1988) e 
Bilall Fallah (Vilvoorde, 4 gennaio 1986), generalmente noti come Adil & Bilall, sono due registi e sceneggiatori belgi.

## Biografia
Entrambi di origini marocchine, Adil El Arbi e Bilall Fallah sono andati a scuola di cinema insieme. Il primo progetto che hanno diretto è stato un cortometraggio di nome Broeders nel 2011, che è stato acclamato dalla critica; anche i loro film successivi, Black nel 2015 e Patser nel 2018, hanno ricevuto un'accoglienza positiva. Hanno diretto i primi due episodi della serie televisiva Snowfall, andata in onda il 5 luglio e il 12 luglio 2017, così come il video musicale di Dimitri Vegas & Like Mike "When I Grow Up", con il rapper americano Wiz Khalifa. Nel 2020 hanno diretto Bad Boys for Life, terzo capitolo della saga Bad Boys con protagonisti Will Smith e Martin Lawrence. Hanno diretto il primo e il sesto episodio di Ms Marvel, serie televisiva di Disney+, della quale sono anche produttori esecutivi.
Nel maggio 2021 vengono annunciati come registi di Batgirl, film del DC Extended Universe previsto come esclusiva HBO Max, ma ad agosto 2022 Warner Bros. Discovery ne ha annunciato la cancellazione per motivi fiscali, rendendolo uno dei film con il più alto budget della storia (90 milioni di dollari) ad essere prodotto ma non distribuito.

## Filmografia

### Regista

#### Cinema
- Image (2014)
- Black - L'amore ai tempi dell'odio (Black) (2015)
- Patser (2018)
- Bad Boys for Life (2020)
- Rebel (2022)
- Batgirl (film cancellato)
- Bad Boys: Ride or Die (2024)

#### Televisione
- Bergica – serie TV (2012)
- Snowfall – serie TV, 2 episodi (2017)
- Ms Marvel – serie TV, 2 episodi (2022)

### Sceneggiatore

#### Cinema
- Image, regia di Adil El Arbi e Bilall Fallah (2014)
- Black - L'amore ai tempi dell'odio (Black), regia di Adil El Arbi e Bilall Fallah (2015)
- Patser, regia di Adil El Arbi e Bilall Fallah (2018)

#### Televisione
- Bergica – serie TV (2012)